# Anolis nebulosus
Espèce
Synonymes
- Dactyloa nebulosa Wiegmann, 1834
- Norops nebulosus (Wiegmann, 1834)
- Anolis schmidti Smith, 1939
- Norops schmidti (Smith, 1939)

Statut de conservation UICN

 LC  : Préoccupation mineure
Anolis nebulosus est une espèce de sauriens de la famille des Dactyloidae.

## Répartition
Cette espèce est endémique du Mexique. Elle se rencontre dans les États de Chihuahua, du Sinaloa, de Durango, du Jalisco et d'Aguascalientes.

## Publication originale
- Wiegmann, 1834 : Herpetologia mexicana, seu Descriptio amphibiorum Novae Hispaniae quae itineribus comitis De Sack, Ferdinandi Deppe et Chr. Guil. Schiede in Museum zoologicum Berolinense pervenerunt. Pars prima saurorum species amplectens, adjecto systematis saurorum prodromo, additisque multis in hunc amphibiorum ordinem observationibus. Lüderitz, Berlin, p. 1-54 (texte intégral).